# S/S Hållsviken II
S/S Hållsviken II byggdes 1870 på Göteborgs Mekaniska Verkstads AB för Firma Wilh. H. Kempe i Södertälje som S/S Hållsviken II för att trafikera rutten Stockholm (Riddarholmen) - Södertälje - Trosa – Hållsviken.
Efter att rederiet 1887 fusionerats med Ångbåtsbolaget Mälaren till Nya Ångbåtsbolaget Mälaren, trafikerade hon från 1888 i samarbete med Hjo–Stenstorps Järnväg och Fågelsta–Vadstena–Ödeshögs Järnväg rutten Hjo – Hästholmen på Vättern. Hon omdöptes då till S/S Trafik. År 1892 ersattes hon av den nybyggda S/S Trafik (1892), som ägdes av Ångfartygs AB Hjo–Hästholmen.
Fartyget köptes 1893 av Ångbåts AB Jönköping–Motala, omdöptes till S/S Östern och sattes in i trafik på Vättern på traden Jönköping – Visingsö – Gränna – Stava – Hästholmen – Hjo – Vadstena – Motala – Askersund. År 1895 förliste hon och sjönk vid Visingsös norra udde, varefter ångmaskin och ångpanna bärgades.